# Keita Nakamura
Keitaro ”Keita” Nakamura (japanska: 中村K太郎?, Nakamura Keitaro), född 22 maj 1984 i Tokyo, är en japansk MMA-utövare som 2006–2008 och sedan 2015 tävlar i organisationen Ultimate Fighting Championship.